# Уеда, Сэйя
Сэйя (Сейя, Сейо) Уеда (англ. Seiya Uyeda; яп. 上田誠也 Уэда Сэйя; 28 ноября 1929, Токио — 19 января 2023, Токио) — японский геолог и геофизик, специалист по геотектонике.

## Биография
Родился 28 ноября 1929 года в городе Токио, Япония.
В 1952 году окончил Токийский университет.
В 1958—1959 годах стажировался в университете Кембриджа.
Работал в Геофизическом институте университета Токио. В 1969—1990 годах — профессор геофизики в университете Токио.
В 1972 году учёный был приглашен преподавать геофизику в Массачусетский технологический институт. С 1974 года работал в Геологической обсерватории Ламонт-Доэрти Колумбийского университета. Профессор геофизики Университета Хоккайдо Токай в 1991—2008 годах. Преподавательскую деятельность совмещал с научными исследованиями, выступал с лекциями в университете Оксфорда, Стэнфордском университете, в университетах Калифорнии и Техаса, а также в Массачусетском технологическом институте.
C 1976 года — иностранный член Национальной академии наук США, с 1994 года — иностранный член Российской академии наук. В 1996 году он стал членом Японской императорской академии наук, в 1987 году был награждён премией Японской академии наук.
Умер 19 января 2023 года от старости в своем доме в Токио в возрасте 93 года. В день своей смерти ему было присвоено звание Дзюсии (младший четвертый ранг) и посмертно награждён Орденом Священного Сокровища.

## Награды и премии
- 1972 год — Медаль Александра Агассиза (Alexander Agassiz Medal), за вклад в тектоническую и термическую историю Земли, прежде всего Японского моря.

## Названо в его честь
В честь С. Уеда был назван Хребет Уеда (Uyeda Ridge) — подводный хребет в Тихом океане длиной 150 км.